# Kanton Béthune
Der Kanton Béthune ist seit 2015 ein französischer VWahlkreis im Arrondissement Béthune, im Département Pas-de-Calais und in der Region Hauts-de-France; sein Hauptort ist Arras.

## Gemeinden
Der Kanton besteht aus sieben Gemeinden mit insgesamt 41.888 Einwohnern (Stand: 1. Januar 2022) auf einer Gesamtfläche von 43,13 km²:
| Gemeinde           | Einwohner 1. Januar 2022 | Fläche km² | Dichte Einw./km² | Code INSEE | Postleitzahl |
| ------------------ | ------------------------ | ---------- | ---------------- | ---------- | ------------ |
| Annezin            | 5.819                    | 6,10       | 954              | 62035      | 62232        |
| Béthune            | 25.342                   | 9,46       | 2.679            | 62119      | 62400        |
| Chocques           | 2.808                    | 7,95       | 353              | 62224      | 62920        |
| Labeuvrière        | 1.651                    | 6,11       | 270              | 62479      | 62122        |
| Lapugnoy           | 3.500                    | 8,61       | 407              | 62489      | 62122        |
| Oblinghem          | 384                      | 1,27       | 302              | 62632      | 62920        |
| Vendin-lès-Béthune | 2.384                    | 3,63       | 657              | 62841      | 62232        |
| Kanton Béthune     | 41.888                   | 43,13      | 971              | 6211       | –            |